# Leonor Basseres
Leonor Basseres (Rio de Janeiro, 15 dicembre 1926 – Rio de Janeiro, 29 gennaio 2004) è stata una scrittrice, sceneggiatrice e insegnante brasiliana.

## Biografia
Per trent'anni fu insegnante di lingue e scrittrice di libri destinati all'infanzia, avendo anche modo di pubblicare studi di critica letteraria. Poi, nel 1980, conobbe Gilberto Braga, che le propose di collaborare con lui. Braga a quel tempo stava attendendo alla sceneggiatura della telenovela Agua Viva: insieme scrissero il romanzo omonimo che ne fu tratto lo stesso anno . In seguito Leonor affiancò Gilberto Braga nella sceneggiatura di telenovelas e ne realizzò alcune come autrice principale, tra cui Senza scrupoli. Al pari di Braga, scrisse telenovelas e miniserie esclusivamente per TV Globo.
Morì nel 2004 per un tumore polmonare, subito dopo aver completato la telenovela Celebridade, che venne dedicata alla sua memoria.